# 澤萊內 (蘇梅區)
51°3′29″N 34°31′1″E / 51.05806°N 34.51694°E
澤萊內（烏克蘭語：Зелене）是位於烏克蘭東北部的村莊，由蘇梅州蘇梅區的里奇基市鎮負責管轄。該村距離錫尼亞克0.5公里，海拔高度182米，2001年人口113，91%人口使用烏克蘭語。